# ريتشارد دوق غلوستر

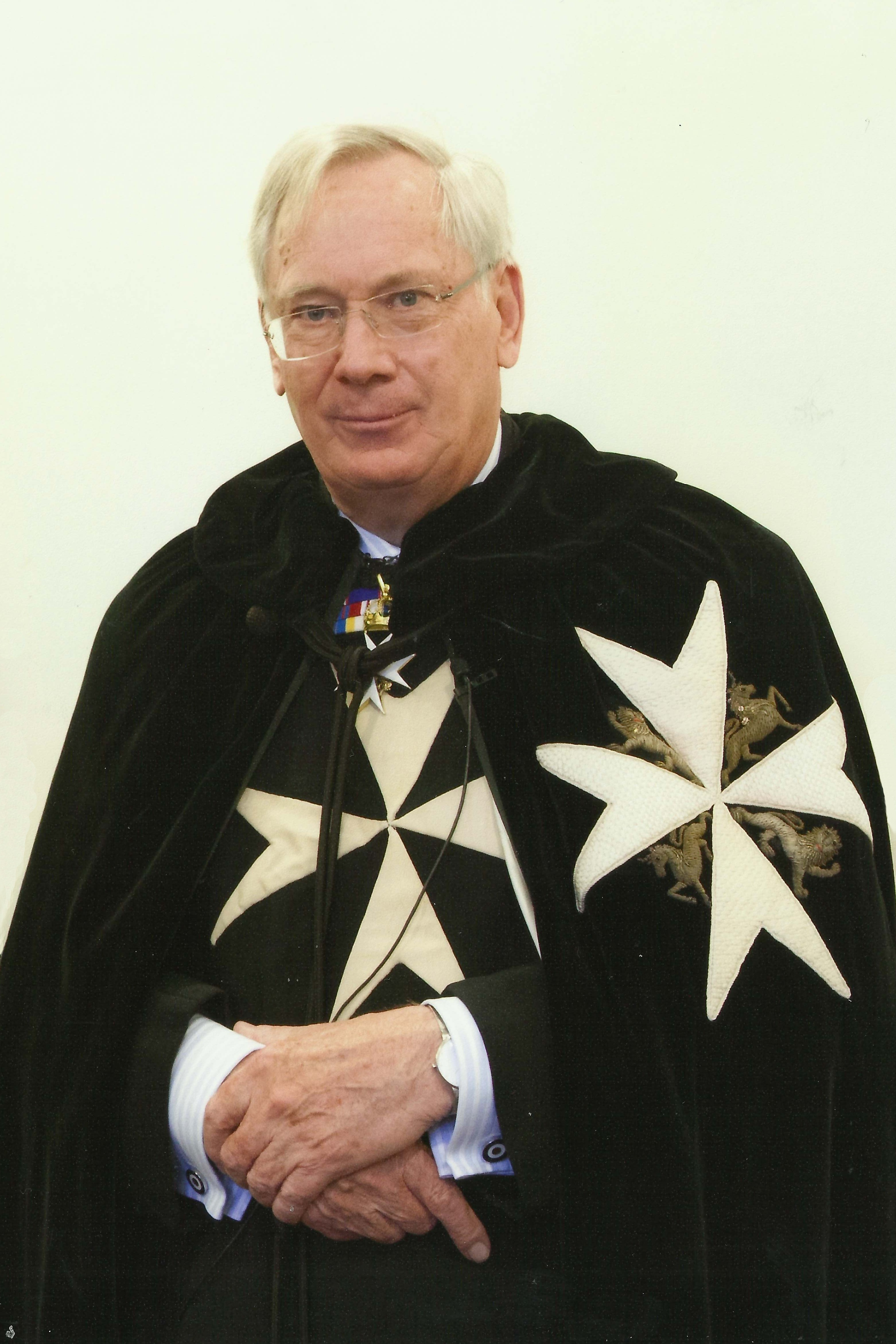
ريتشارد دوق غلوستر

الأمير ريتشارد دوق غلوستر (بالإنجليزية: Prince Richard, Duke of Gloucester) (26 أغسطس 1944) إسمه الحقيقي ريتشارد الكسندر والتر جورج هو أصغر أحفاد الملك جورج الخامس والملكة ماري.